# Bruce Ibbetson
Bruce Ibbetson, né le 13 janvier 1953 à Hollywood, est un rameur d'aviron américain. 

## Carrière
Bruce Ibbetson participe aux Jeux olympiques de 1984 à Los Angeles et remporte la médaille d'argent avec le huit américain composé de Chip Lubsen, Andrew Sudduth, John Terwilliger, Thomas Darling, Fred Borchelt, Charles Clapp III, Christopher Penny et Robert Jaugstetter.